# Шомон 52 (волейбольний клуб)

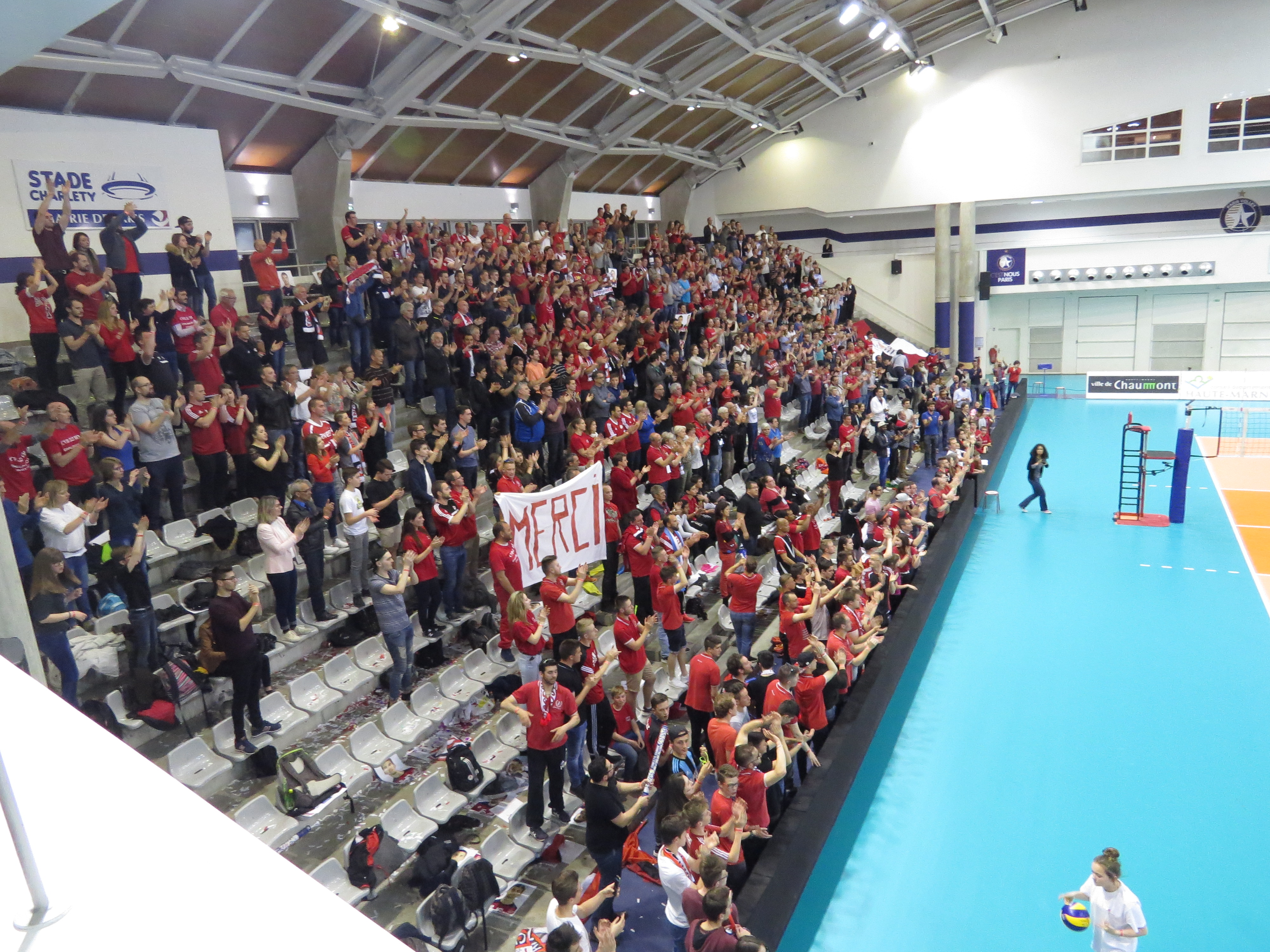

Шомон Воллей-Болль 52 (фр. Chaumont Volley-Ball 52) — французький волейбольний клуб, заснований у 1996 році в Шомоні (Верхня Марна), який виступав у Лізі А з сезону 2012-2013. 
Переможець LNV Ligue A 2017 і Суперкубку Франції в 2017 і 2021 роках  У тому ж році клуб посів друге місце в Кубку ЄКВ.  Він також бере участь в інших великих європейських змаганнях, таких як Ліга чемпіонів ЄКВ і Кубок найкращих команд ЄКВ.

## Колишні гравці
- Хесус Еррера Хайме[6]
- Оснієль Мельґарехо[7]